# 同古镇
同古镇，是中华人民共和国广西壮族自治区贺州市钟山县下辖的一个乡镇级行政单位。

## 行政区划
同古镇下辖以下地区：
同古村、金鸡村、四合村、瓦屋村、和平村、平竹村、奉政村、义安村和义伍村。

## 基本情况
同古镇辖区总面积140.26平方公里，辖9个行政村91个自然村181个村民小组，总人口27510人（2011年）。
同古镇地处亚热带，气候温和，雨量充沛。年平均温度为19.6摄氏度，最高温度38.8度，年均降雨量为1515.1毫米。最高山为挂壁山，主峰海拔791米。主要河流有同古江，珊瑚河。全镇山塘水库82座，总库容量1065万立方米。全镇林地面积12.7万亩，森林覆盖率64%。

## 简史
民国29年（1940年）成立同古乡，1950年划属回龙区，1960年称同古人民公社，1984年复设乡，1993年11月撤乡改镇。镇人民政府驻同古街。

## 教育

### 中学

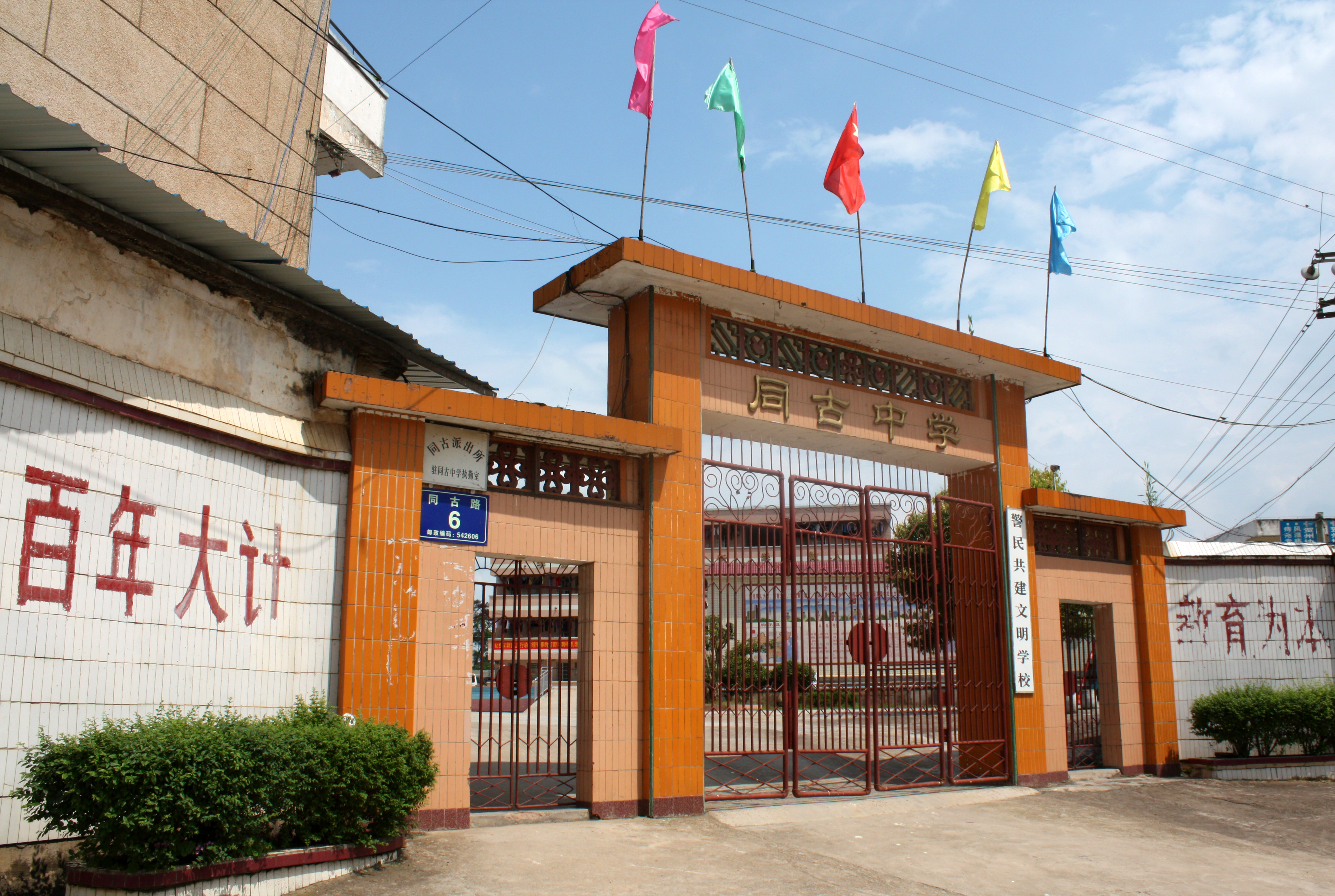
同古中学校门口

同古镇目前只有一所初级中学，为同古中学。